# Эйхенвальд, Антон Александрович
Антон Александрович Эйхенва́льд (1 мая (13) 1875 года — 1952) — композитор, дирижёр, музыкальный этнограф. Народный артист Башкирской АССР (1945).

## Биография
Родился 13 мая 1875 года в Москве. Его отец Айхенвальд Александр Фёдорович (1835—1917) — выпускник Академии художеств, фотограф и фотохудожник. Мать, Ида Ивановна Айхенвальд (урождённая Папендик), арфистка, профессор Московской консерватории.
В Москве учился в гимназии, затем в Училище живописи, ваяния и зодчества (класс В. Д. Поленова и В. Маковского), которое окончил в 1892 году.
Первые уроки музыки брал у матери, затем учился у Н. С. Кленовского (гармония), С. И. Танеева (контрапункт), Н. А. Римского-Корсакова (инструментовка).
С 1892 года преподавал в музыкальных классах Н. С. Кленовского в Москве и занимался сбором музыкального фольклора.
С 1893 года работал хормейстером в Казанской опере. Совместно с лингвистом-ориенталистом Н. Ф. Катановым участвовал в этнографических экспедициях.
Дальнейшие места работы: дирижёр опереточной труппы в Каменец-Подольске (1897—1898), хормейстер оперы в Саратове (1894—1895), дирижёр, антрепренёр оперных трупп в Нижнем Новгороде (1900—1903, 1908, 1910), Казани (1907—1909), Тифлисе (1910), Баку (1910, 1911), Саратове и др. В Екатеринбурге в зимнем сезоне 1900/01 годов товариществом оперных артистов под управлением А. Эйхенвальда были показаны уральской публике русские и зарубежные оперы: «Лакме» Лео Делиба, «Гамлет» Амбруаза Тома, «Маккавеи» А. Г. Рубинштейна, «Майская ночь» Н. А. Римского-Корсаков.
C 1917 года работал в Народной консерватории и театре г. Красноярска. С 1922 года — научный сотрудник Государственного института истории музыки (фольклор), в 1934—1937 годах — Туркменского НИИ (Ашхабад).
В 1924—1926 годах гастролировал как оперный и симфонический дирижёр во Франции, Бельгии, в 1927—1928 — в Швейцарии. В Париже состоялась премьера его балета-пантомимы «Жар-птица» (1925).
В разные годы преподавал в музыкальных училищах Казани, Тифлиса, Харькова, Одессы, Перми, Саратова, Уфы, Куйбышева, Ашхабада и др.
Первый главный дирижёр Средневолжской краевой оперы (1931—1933). Под его управлением прошёл спектакль «Борис Годунов» М. П. Мусоргского, открывший театр.
В 1937 году Эйхенвальд был заведующим фольклорно-музыкальным кабинетом при Управлении по делам искусств СНК ТАССР (Казань). Занимался сбором образцов башкирского и татарского музыкального творчества. Записал на фонограф более 60 народных песен. Затем был отстранён от должности и арестован как «разоблаченный враг народа». В 1938 году был освобождён (реабилитирован в 2003).
В 1939—1943 годах жил и работал в Уфе: научный сотрудник музыкально-фольклорного кабинета при Управлении по делам искусств БАССР и руководитель кружка по повышению квалификации при Союзе композиторов БАССР.
В Саратове стоял у истоков Саратовского театра оперы и балета.
В начале 1930-х годов Наркомат просвещения БАССР пригласил Эйхенвальда в Уфу. В Уфе Эйхенвальд стоял у истоков Башкирского государственного театра оперы, создал легендарно-героическую оперу «Мэрген» (либретто М. Бурангулова), драматическую оперу «Ашкадзар».
С 1944 года — председатель Куйбышевского отделения Союза композиторов СССР. Главный дирижёр Куйбышевского театра оперы и балета (1948—1949).

## Труды
Эйхенвальд записал более 4 000 народных мелодий народов Поволжья и Средней Азии.
Народные мелодии казанских татар, записанные и обработанные Эйхенвальдом для симфонического оркестра, впервые в мире прозвучали 3 августа 1923 года на концерте восточной музыки в Красноармейском дворце (ныне — театр им. К. Тимчурина).
Автор балетов: «Ёлочка, или Зима» (1913, Одесса), «Жар-птица» (1925, Париж), «Всадники» (1947).
Создал пять музыкальных комедий, включая «Табачный капитан» (1942, Куйбышевский театр оперы и балета).
Автор романсов («Утро» на слова К. Бальмонта и др.), песен («Я приехала в Москву» на слова Н. Добржанской и др.), двух башкирских маршей («Марш конников», «Трудовые резервы»), туркменского марша «Первое мая» на слова Н. Шукурова, квартета на башкирские темы, музыки к первому туркменскому звуковому фильму «Небывалое», кантат: «X-летие Туркмении» (1934), «XXV-летие Башкирии» (1944) (Ф. 159; ед. хр.: 2251; 1920—1950 гг.)
Оперы «Степь» (1928, Самара), «Мэргэн» (1940, Уфа), «Ашкадзар» (1944, Уфа), «Солнечный камень» (по сказке Г. Тукая, 1946).
Постановщик опер: «Нерон» А. Г. Рубинштейна (1905, Нижний Новгород), «Чародейка» П. И. Чайковского (1910, Баку), «Ася», «Предательство» М. М. Ипполитова-Иванова (1912, Харьков), «Коморра» Э. Эспозито (1913, Одесса)
Кантаты: «X-летие Туркмении» (1934), «XXV-летие Башкирии» (1944).
Сюиты, увертюры, 4 струнных квартета, пьесы для скрипки, виолончели, 50 романсов и песен.